# Sphoeroides rosenblatti
Sphoeroides rosenblatti är en fiskart som beskrevs av Bussing 1996. Sphoeroides rosenblatti ingår i släktet Sphoeroides och familjen blåsfiskar. IUCN kategoriserar arten globalt som livskraftig. Inga underarter finns listade i Catalogue of Life.